# День совершеннолетия
День совершеннолетия (яп. 成人の日 сэйдзин но хи) — государственный японский праздник, который отмечается во второй понедельник января (один из «счастливых понедельников»). Первоначально своё совершеннолетие в этот день отмечали все японцы, которым за прошедший год исполнялось 20 лет (например, в день совершеннолетия 1998 года своё совершеннолетие отмечали японцы, которым 20 лет исполнилось с 16 января 1997 по 15 января 1998 года). С 2000 года в этот день своё совершеннолетие отмечают все японцы, которым со 2 апреля предыдущего года исполнилось или до 1 апреля текущего года исполнится 20 лет.

## История
До середины XIX века юноши и девушки становились взрослыми в разное время. В синтоизме эта церемония называлась гэмпуку. Мальчикам сбривали локоны над лбом и заплетали косичку (эбоси, причёска взрослого мужчины). Одновременно с этим он менял детское имя на взрослое. Девочки с помощью старших в первый раз надевали кимоно взрослого покроя, чернили зубы, сбривали брови. Эта церемония называлась моги. По завершении мальчики и девочки считались взрослыми и могли вступать в брак.
С 1876 года возраст совершеннолетия японским правительством был установлен в 20 лет, однако официальный праздник был учреждён только в 1948 году, и до 2000 года отмечался 15 января. С 2000 года его перенесли на второй понедельник января, дав, таким образом, три выходных дня подряд.

13 июня 2018 года возраст совершеннолетия был впервые снижен с момента его установления. По новому закону, который вступает в силу с 2022 года, совершеннолетним гражданин считается с наступлением полных 18 лет.

## Празднование
Главы местных администраций в этот день проводят сэйдзин сики (яп. 成人式) — официальную церемонию для новоиспечённых совершеннолетних. На ней юношей и девушек поздравляют политики и местные знаменитости, которые произносят напутственные речи, напоминают о гражданском долге, новых правах и обязанностях, дарят подарки.
Традиционно 20-летние празднующие посещают храм, где молятся богам и загадывают желания. В храме Мэйдзи в их честь устраивается момотэ сики (яп. 百手式) — ритуал лучников, который открывают двое священников, одетых в белое. Они пускают две затупленные стрелы, издающие в полёте свист. После них стрелы выпускают ярко одетые лучники.
После всех церемоний, ритуалов и лекций празднование завершается в барах, ресторанах или караоке.

## Костюм

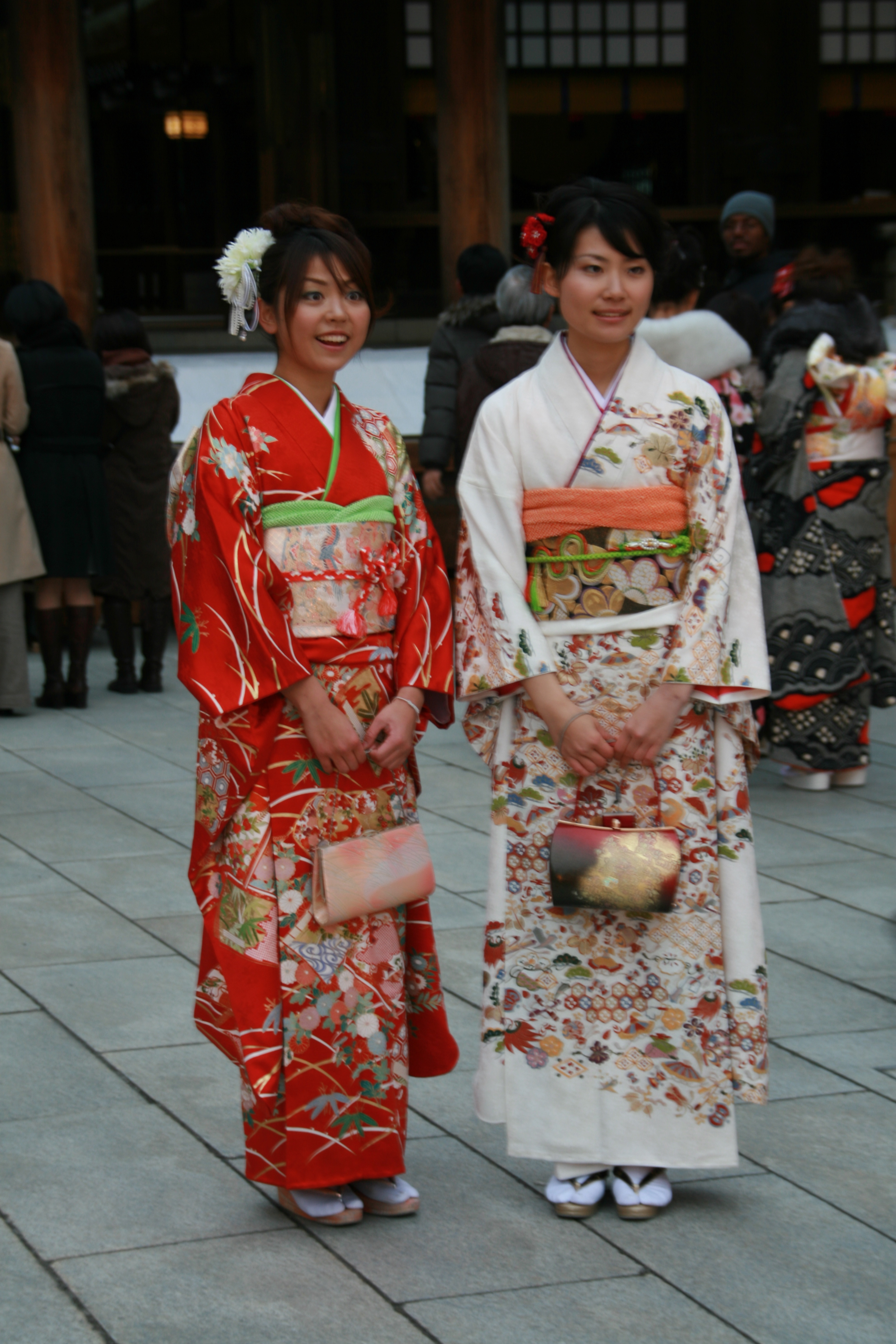
Девушки в фурисодэ. Храм Мэйдзи, 14 января 2008

Традиция этого праздника связана со сменой одежды. Юношам и девушкам родители обязательно готовят праздничный взрослый наряд.
Отмечающие своё совершеннолетие японки надевают дорогие зимние кимоно особого покроя с длинными рукавами — фурисодэ. Другие составляющие костюма — меховая накидка, пояс оби, который завязывают особым узлом, традиционные шлёпанцы дзори и небольшая сумочка. Расходы на такой наряд сопоставимы с покупкой нового автомобиля, поэтому подготовку к празднику начинают за несколько лет, либо берут кимоно напрокат.
Поскольку в настоящее время в Японии европейская одежда практически вытеснила традиционную из ежедневного обихода, то купленное кимоно затем почти не используется. Во многих семьях оно передаётся по наследству.
Юноши в этот день облачаются в европейский костюм, либо в традиционное мужское кимоно и жакет хаори.